# 美川スキー場
美川スキー場（みかわスキーじょう）は、愛媛県久万高原町にかつて存在した四国最大級のスキー場である。
県立自然公園大川嶺に位置し、ゲレンデ上部からは石鎚山を望むことができる。

## 沿革
- 1960年（昭和35年） - 愛媛県スキー連盟、愛媛山岳会、国鉄バスにより美川スキー場が開設される。
- 1965年（昭和40年） - スキーリフト営業開始。
- 1980年（昭和55年） - 第2リフトを新設。
- 1982年（昭和57年） - 第3リフトを新設。
- 1988年（昭和63年） - 人工降雪機4台と夜間照明を設置。
- 2010年（平成22年）7月～ - 指定管理者である美川観光開発の撤退により営業休止。
- 2014年（平成26年） - 愛好者の減少の影響で、再建が困難となり廃止となった[1]。

## コース
- 初級コース 3コース
- 中級コース 5コース
- 上級コース 1コース

計 9コース

## 索道
| 名称      | 定員 | 路線長 | 最高運転速度 | 備考 |
| --------- | ---- | ------ | ------------ | ---- |
| 第1リフト | 2名  | 617m   | 2.3m/s       |      |
| 第2リフト | 2名  | 301m   | 1.3m/s       |      |
| 第3リフト | 1名  | 313m   | 1.8m/s       |      |
| 第5リフト | 2名  | 127m   | 1.3m/s       |      |

## 廃止後
廃止後は｢ハイランドパークみかわ｣と呼称され、跡地はアジサイが咲くスポットになっている。

### モータースポーツ拠点として
JAF公式戦である全日本ラリー選手権、および全日本ジムカーナ選手権をはじめとするモータースポーツイベント会場としても利用される。全日本ラリーの一つである｢久万高原ラリー｣及び全日本ジムカーナ｢スーパースラローム IN 久万高原｣は本施設及びその周辺で行われ、駐車場はジムカーナ場やラリーのサービス拠点などとして活用されている。

## アクセス
- 車
  - 松山ICから国道33号線経由で約90分。